# Eparchia pietropawłowska i kamczacka
Eparchia pietropawłowska i kamczacka – jedna z eparchii Rosyjskiego Kościoła Prawosławnego, z siedzibą w Pietropawłowsku Kamczackim.
Eparchia powstała w 1840 poprzez wydzielenie z eparchii irkuckiej, pod nazwą eparchii kamczackiej, kurylskiej i aleuckiej. W początkowym okresie istnienia obejmowała również Alaskę, zaś jej katedrą był sobór św. Michała Archanioła w Nowoarchangielsku. W latach 1898–1899 doszło do podziału eparchii na błagowieszczeńską i władywostocką, co oznaczało likwidację eparchii kamczackiej w jej pierwotnym kształcie; terytorium Kamczatki znalazło się na terenie eparchii władywostockiej. Strukturę powołano ponownie w 1916 jako eparchię kamczacką i pietropawłowską, jednak jej działalność zamarła na początku lat 20. XX wieku z powodu represji bolszewickich. Do reaktywacji struktury doszło w 1993.
Według danych z 2009 eparchia prowadziła 42 parafie, z czego połowa posiadała wolno stojące cerkwie; placówki duszpasterskie obsługiwało 36 duchownych. Podlegały jej również dwa monastery – męski monaster św. Pantelejmona w Pietropawłowsku Kamczackim i żeński monaster Kazańskiej Ikony Matki Bożej w Mutnym (5 mnichów i 1 mniszka).

## Biskupi ordynariusze[3]
- Innocenty (Wieniaminow-Popow), 1853–1868
- Beniamin (Błagonrawow), 1868–1873
- Paweł (Popow), 1873–1877
- Martynian (Muratowski), 1877–1885
- Guriasz (Burtasowski), 1885–1892
- Makary (Darski), 1892–1897
- Euzebiusz (Nikolski), 1897–1899 (jako biskup władywostocki)
- Nestor (Anisimow), 1916–1921 (jako biskup władywostocki)
- Nestor (Sapsaj), 1994–1997[4]
- Ignacy (Połogrudow), 1998–2011
- Artemiusz (Snigur), 2011–2018[5][6]
- Teodor (Małachanow), od 2018